# Поплітник темнощокий
Поплі́тник темнощокий (Pheugopedius coraya) — вид горобцеподібних птахів родини воловоочкових (Troglodytidae). Мешкає в Амазонії та на Гвіанському нагір'ї.

## Опис
Довжина птаха становить 16,5 см, вага 23,8 г. Обличчя чорнувате, поцятковане білими плямками, над очима білі "брови". Верхня частина голови чорнувато-коричнева, верхня частина тіла темно-рудувато-коричнева, надхвістя блідіше, більш руде. Крила сірувато-коричневі, хвіст чорнувато-коричневий, поцяткований сірувато-коричневими смугами. Підборіддя і горло білі, нижня частина тіла рудувато-коричнева, гузка поцяткована чорними смужками. Очі карі або оранжево-карі, дзьоб чорнуватий, біля основи сірий, лапи сизі. Виду не притаманний статевий диморфізм. У молодих птахів обличчя з боків чорнувато-сіре, поцятковане нечіткими білими плямками, спина і надхвістя менш руді, горло і груди тьмяно-сірі, живіт менш яскравий. очі сірувато-карі.

## Підвиди
Виділяють десять підвидів:

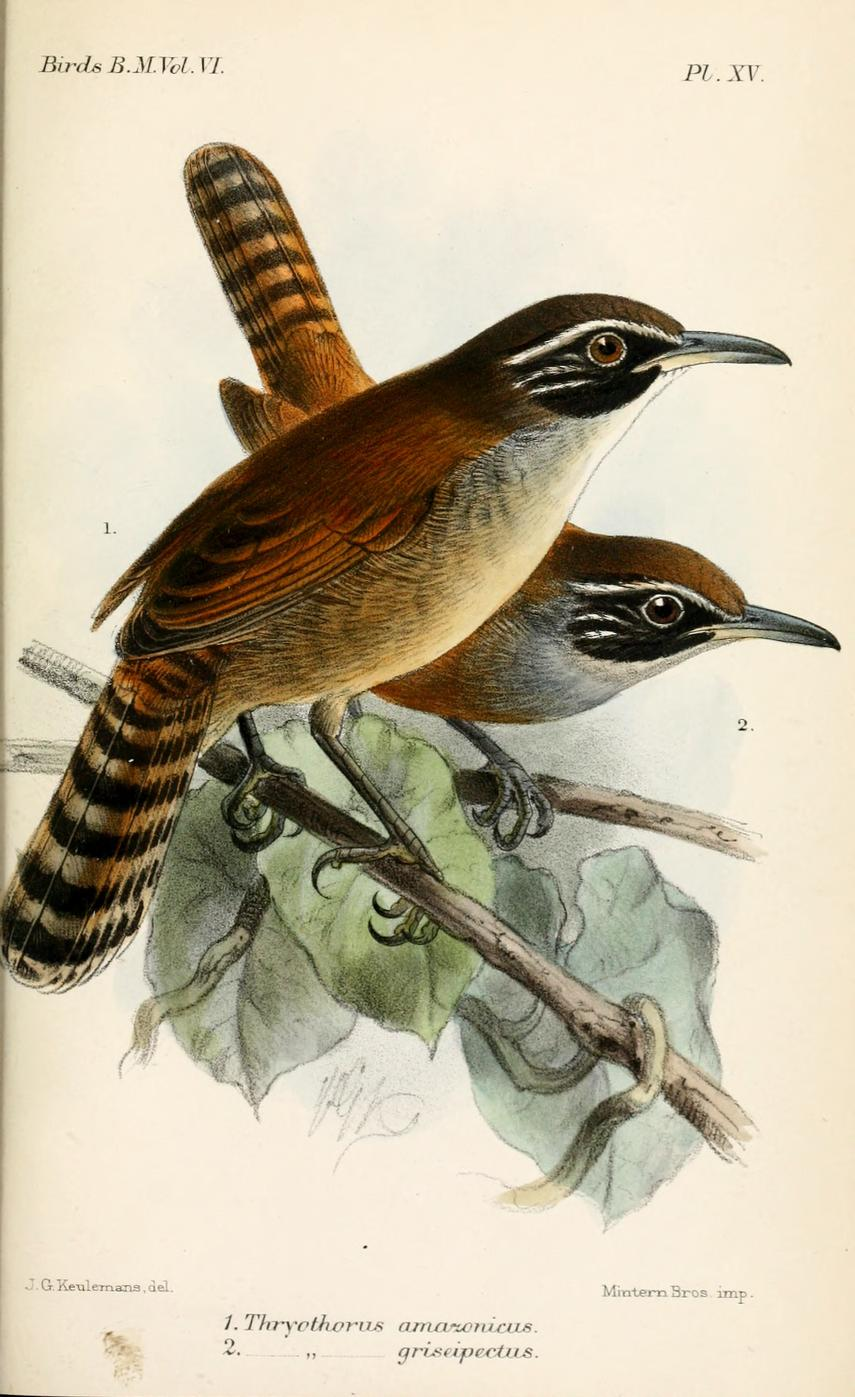
Темнощокі поплітники

- P. c. obscurus (Zimmer, JT & Phelps, 1947)[5] — східна Венесуела (гора Ауянтепуй);
- P. c. caurensis (Berlepsch & Hartert, E, 1902)[6] — східна і південно-східна Колумбія, південна Венесуела (південь Болівару і Амасонасу) і північна Бразилія (на схід до Манауса);
- P. c. barrowcloughianus (Aveledo & Peréz, 1994)[7] — тепуї на південному сході Болівару (Рорайма, Кунекан[es]) на південному сході Колумбії;
- P. c. ridgwayi (Berlepsch, 1889)[8] — східна Венесуела (південь Дельти-Амакуро, схід Болівару) і західна Гаяна (на захід від Ессекібо);
- P. c. coraya (Gmelin, JF, 1789) — Гвіана (на схід від Ессекібо) і північна Бразилія (на схід від Манауса);
- P. c. herberti (Ridgway, 1888)[9] — північно-східна Бразилія (на південь від Амазонки, від Тапажоса до Токантінса і західного Мараньяна);
- P. c. griseipectus (Sharpe, 1882)[10] — схід Еквадору, північний схід Перу (на північ від Мараньйону) і крайній захід Бразилії;
- P. c. amazonicus (Sharpe, 1882) — схід Перу (на південь від Мараньйону);
- P. c. albiventris (Taczanowski, 1882)[11] — північ Перу (східні схили Анд в регіоні Сан-Мартін);
- P. c. cantator (Taczanowski, 1874)[12] — центральне Перу (східний Хунін).

## Поширення і екологія
Смугастощокі поплітники мешкають в Колумбії, Еквадорі, Перу, Венесуелі, Гаяні, Суринамі, Французькій Гвіані і Бразилії. Вони живуть у вологих рівнинних і заболочених тропічних лісах, зокрема у варзейських лісах (тропічних лісах у заплавах Амазонки і її притоків). В Андах зустрічаються на висоті до 1400 м над рівнем моря, на Гвіанському нагір'ї місцями на висоті до 2400 м над рівнем моря. Зустрічаються парами, переважно на висоті від 1200 до 2400 м над рівнем моря, місцями на висоті до 2800 м над рівнем моря, в Еквадорі місцями на рівні моря. Живляться комахами та іншими безхребетними. Гніздо кулеподібне з бічним входом, в кладці рожевих яйця, поцяткованих червонуватими плямками.